# Снежногорск (малый противолодочный корабль)
«Снежногорск» (МПК-59) — малый противолодочный корабль проекта 1124М.

## История службы
Корабль заложен на судостроительном заводе в Зеленодольске 20 ноября 1990 года под названием МПК-59, спущен на воду 22 мая 1993 года, вошёл в состав флота 17 ноября 1994 года. 17 августа 1999 года переименован в «Снежногорск».
В 2003 году базировался в Северодвинске.
В настоящее время базируется в Полярном, входит в состав 7-й бригады кораблей охраны водного района.

## Бортовые номера
- № 196.